# Darrynton Evans
Darrynton L.A. Evans (Oak Hill, 9 luglio 1998) è un giocatore di football americano statunitense che milita nel ruolo di running back e kick returner per i Buffalo Bills della National Football League (NFL).

## Carriera

### Tennessee Titans
Evans al college giocò a football a Appalachian Statedal 2016 al 2019. Fu scelto dai Tennessee Titans nel corso del terzo giro (93º assoluto) del Draft NFL 2020. Nella sua stagione da rookie corse 54 yard e segnò un touchdown su ricezione in 5 presenze, nessuna delle quali come titolare.

### Chicago Bears
L'11 marzo 2022 Evans firmò con i Chicago Bears.

### Indianapolis Colts
Il 31 marzo 2023 Evans firmò con gli Indianapolis Colts. Fu svincolato il 2 maggio 2023.

### Buffalo Bills
Il 25 luglio 2023 Evans firmò con i Buffalo Bills. Fu svincolato il 29 agosto 2023.

### Miami Dolphins
Il 31 agosto 2023 Evans firmò con la squadra di allenamento dei Miami Dolphins.

### Ritorno ai Chicago Bears
Il 9 ottobre 2023 Evans rifirmò con i Chicago Bears. Il 16 novembre fu svincolato.

### Ritorno ai Miami Dolphins
Il 21 novembre 2023 Evans firmò con la squadra di allenamento dei Dolphins. Il 23 novembre 2023 fu promosso nel roster attivo. A fine stagione divenne free agent.

### Ritorno ai Buffalo Bills
Il 23 gennaio 2024 Evans firmò un contratto da riserva con i Bills. Fu inserito in lista infortunati il 27 agosto. Fu svincolato il 29 ottobre.

### Terza volta ai Chicago Bears
Il 6 novembre 2024 Evans firmò con la squadra di allenamento dei Chicago Bears. Fu promosso nel roster attivo il 21 dicembre.

### Terza volta ai Buffalo Bills
Il 13 marzo 2025 Evans firmò un contratto di un anno con i Bills.